# John Taylor (giocatore di football americano)
John Gregory Taylor (Pennsauken Township, 31 marzo 1962) è un ex giocatore di football americano statunitense che ha giocato nel ruolo di wide receiver e kick returner per tutta la carriera con i San Francisco 49ers della National Football League (NFL). Fu scelto nel corso del terzo giro (° assoluto) del Draft NFL 1986 dai 49ers. Al college ha giocato a football alla Delaware State University.

## Carriera professionistica
Taylor fu scelto dai San Francisco 49ers nel terzo giro del draft 1986 dai San Francisco 49ers. Tale selezione fu classificata da ESPN come il 25º più grande "furto" della storia dei Draft NFL. Taylor giocò coi 49ers dal 1987 al 1995 fungendo da ottima spalla al compagno di reparto, l'Hall of Famer Jerry Rice in quegli anni. John guidò la National Football League in yard ritornate da punt (556) nel 1988 ma viene ricordato soprattutto per il touchdown vincente da 10 yard ricevuto da Joe Montana nei secondi finali del Super Bowl XXIII nel 1989. Inoltre stabilì i record del Super Bowl per il più lungo ritorno su punt (45 yard), yard totali guadagnate su ritorni di punt (56)  e più alta media sui ritorni da punt (18,7 yard a ritorno).
Dopo la marcatura vincente nel Super Bowl, Taylor si impose come uno dei migliori ricevitori della NFL. Pur non essendo il ricevitore principale della sua squadra, Taylor terminò il 1989 con 60 ricezioni per 1.077 yard e 10 touchdown (al quarto posto per TD su ricezione quell'anno). In un Monday Night Football contro i Los Angeles Rams, Taylor segnò 2 touchdown su entrambe ricezioni da oltre 90 yard (92e 96), la prima volta nella storia della NFL. Inoltre stabilì il record NFL per yard ricevute in due gare consecutive, 448, un primato che resistette fino al 2006 quando fu superato da Chad Johnson dei Cincinnati Bengals con 450. Superò ancora le mille yard ricevute nel 1991 con 1.011 yards e 9 touchdown (settimo nella NFL). Nelle sue nove stagioni da professionista, Taylor vinse tre Super Bowl coi 49ers, nel 1988, 1989 e 1994.

## Vittorie e premi
- Super Bowl : 3 Vittorie del Super Bowl (XXIII, XXIV, XXIX)
- (2) Pro Bowl (1988, 1989)
- (2) All-Pro (1988, 1989)
- Formazione ideale della NFL degli anni 1980

## Statistiche
| Ricezioni     | 347   |
| Yard ricevute | 5.598 |
| Touchdown     | 43    |